# Xã Trondhjem, Quận Otter Tail, Minnesota
Xã Trondhjem (tiếng Anh: Trondhjem Township) là một xã thuộc quận Otter Tail, tiểu bang Minnesota, Hoa Kỳ. Năm 2010, dân số của xã này là 192 người.